# Cochliobolus spicifer
Cochliobolus spicifer är en svampart som beskrevs av R.R. Nelson 1964. Cochliobolus spicifer ingår i släktet Cochliobolus och familjen Pleosporaceae.   Inga underarter finns listade i Catalogue of Life.